# Nicole (német énekes)
Nicole Seibert (ismertebb nevén Nicole, született Nicole Hohloch) (Saarbrücken, Németország, 1964. október 25. –) német énekesnő.

## Pályafutása
18 évesen részt vett az 1982-es Eurovíziós Dalfesztiválon, a Ralph Siegel által írt Ein bißchen Frieden ("Egy kis béke") című dallal, és első helyezést ért el, Németország első – és egészen 2010-ig egyetlen – győzelmét aratva ezzel. A dal listavezető volt Németországban, Ausztriában, Írországban, Norvégiában, Hollandiában, Svédországban, Svájcban és az Egyesült Királyságban is. A verseny után angol, francia, holland, spanyol, dán és lengyel változat is készült a dalból, magyarul Kovács Kati (Egy csöppnyi béke – 1982) és a Neoton Família (Egy kis nyugalmat – 1983) dolgozta fel.

## Diszkográfia
| Kislemezek | Albumok |
| --- | --- |
| - 1981 Flieg nicht so hoch, mein kleiner Freund - 1981 Der alte Mann und das Meer - 1982 Ein bißchen Frieden / A little Peace - 1982 Meine kleine Freiheit / Mijn eigen vrijheid - 1982 Give Me More Time - 1982 Papillon - 1983 Ich hab dich doch lieb - 1983 Ik hou toch van jou - 1983 Wenn die Blumen weinen könnten - 1983 Als de bloemen huilen konden - 1985 Allein in Griechenland - 1986 Laß mich nicht allein - 1987 Song for the World - 1987 Und wenn die Nacht kommt - 1989 Kommst Du heut´Nacht - 1990 Jeder Zaun, jede Mauer wird aus Blumen sein - 1991 Ein leises Lied - 1991 Mit Dir vielleicht - 1992 Mach´ was Du willst - 1993 Wenn ich Dich nicht lieben würde - 1993 Dann küß´ mich doch! - 1995 Mehr als ein bißchen Frieden - 1999 Wirst Du mich lieben | - 1981 Flieg nicht so hoch, mein kleiner Freund - 1982 Ein bißchen Frieden - 1983 So viele Lieder sind in mir - 1984 Weihnachten mit Nicole - 1985 Gesichter der Liebe - 1986 Laß mich nicht allein - 1987 Moderne Piraten - 1988 So wie du - 1990 Für immer .. für ewig - 1991 Und ich denke schon wieder an dich - 1992 Wenn schon .. denn schon .. - 1992 Weihnachten mit Nicole - 1993 Mehr als nur zusammen schlafen gehn - 1994 Und außerdem - 1996 PUR - 1996 Nicole - Der private Premiummix - 1997 Nicole's Party - 1998 Abrakadabra - 1998 Weihnacht Zuhause - 1999 LIVE - 1999 Visionen - 1999 Weihnachten mit Nicole - 2001 Kaleidoskop - 2002 Ich lieb dich - 2003 Zeit der Sterne - 2004 Für die Seele - 2005 Alles fließt - 2006 Begleite mich - 2006 Christmas Songs - 2008 Hautnah - Die Geschichten meiner Stars - 2008 Mitten ins Herz - 2009 Meine Nummer 1 |